# Ліляна Тодорова Мінкова
Ліляна Тодорова Мінкова (29 серпня 1932, Софія — 28 травня 2016, там само) — болгарський літературознавець, перекладачка.
У 1952 році закінчила Софійську середню школу імені Пенчо П. Славейкова.

У 1956 році закінчила Софійський університет «Св. Климента Охридського», факультет слов'янської філології за спеціальністю «російська філологія» та розпочала свою дослідницьку діяльність студентом денної форми навчання в Інституті літератури кафедри російської літератури. У 1969 році стала доктором філологічних наук з дисертацією на тему «Любен Каравелов та українська література».
Авторка низки літературознавчих розвідок, присвячених аналізу болгарсько-українських літературних зв'язків, серед яких — «Тарас Шевченко и българската литература» (1964, № 1 «Литературна мисъл»), «Любен Каравелов и украинския фолклор и фолклористика» (1966, № 1).
Перекладачка класичних російських творів, таких як «Майстер і Маргарита», «Театральний роман», «Життя пана де Мольєра», «Квартира Зойки» та інших творів Михайла Булгакова; «Дванадцять стільців» Ільфа і Петрова та багатьох інших. За переклад роману «Дванадцять стільців» Ліляна Мінкова стала лауреатом премії «Хр. Г. Данова» (2005).